# Phomopsis
Phomopsis — рід грибів родини Diaporthaceae. Назва вперше опублікована 1905 року.

## Опис
Один із видів цього роду, Phomopsis viticola, викликає хворобу рослин, яка називається фомопсис або «мертва рука». Зазвичай зараження починаються на ранніх стадіях зростання навесні. Це впливає на листя, плоди, рахізи та пагони рослини. Завдає значної економічної шкоди виноградним лозам.
Інший вид Phomopsis juniperovora, заражає ялівці.